# Peter Marvey
Peter Marvey (* 18. August  1971 als Peter Marcel Wollenmann in Zürich) ist ein Schweizer Zauberkünstler und Illusionist.

## Biografie
Schon als kleiner Junge war Peter Marvey von der Zauberei begeistert. Auch das Talent dafür entdeckte er schnell: Nach dem Leitsatz «Alles ist möglich» trainierte er seine Hände bereits in der Schule unter der Schulbank.
Da er als Zauberkünstler sehr erfolgreich war, brach er sein Architekturstudium ab. Die Shows fanden in seinem Magic House in Feusisberg statt und wurden in über 30 Ländern aufgeführt.

## Auszeichnungen
Gewinner des 12. Grand Prix von Monte Carlo «Der Goldene Zauberstab»